# Eerste klasse 1955/56
De Eerste klasse van het seizoen 1955/56 was de op een na hoogste voetbalcompetitie in het Nederlands betaald voetbal. Na dit seizoen zou deze klasse verdergaan onder de naam Eerste Divisie. De naam Eerste Klasse werd toegewezen aan de hoogste competitie in het amateurvoetbal.
De kampioenen plaatsten zich voor de nacompetitie voor promotie naar de Eredivisie. Alle clubs in het rood spelen het volgende jaar in de Tweede divisie en de overige clubs plaatsten zich voor de Eerste divisie.
De clubs uit de Eerste klassen die bij de top-5 (Eerste klasse C top-4) waren geëindigd werden in de nieuwe Eerste divisie ingedeeld. Alle overige Eerste klassers werden in de nieuwe Tweede divisie voor het volgend seizoen geplaatst.

## Eerste klasse A

### Deelnemende teams
| Club            | Plaats       | Accommodatie           | Capaciteit | Trainer            |
| --------------- | ------------ | ---------------------- | ---------- | ------------------ |
| AGOVV           | Apeldoorn    | Berg & Bos             | 15.000     | Ben Tap            |
| DWS             | Amsterdam    | Spaarndammerdijk       | 10.000     | Toon Bruins Slot   |
| Enschedese Boys | Enschede     | Volkspark              | 15.000     | Leslie Fenwick     |
| Go Ahead        | Deventer     | Vetkampstraat          | 10.000     | Franz Köhler       |
| Heerenveen      | Heerenveen   | Gemeentelijk Sportpark | 12.000     | Volgert Ris        |
| N.E.C.          | Nijmegen     | Goffertstadion         | 29.000     | Coen Delsen        |
| PEC             | Zwolle       | Gemeentelijk Sportpark | 15.000     | Jan van Asten      |
| RBC             | Roosendaal   | De Luiten              | 5.900      | Wim de Bois        |
| RCH             | Heemstede    | Sportparklaan          | 18.000     | Leslie Talbot      |
| De Valk         | Valkenswaard | Leenderweg             | 900        | Jake Maenen        |
| Veendam         | Veendam      | De Langeleegte         | 13.000     | Hein Schmitter     |
| Velocitas       | Groningen    | Stadspark              | 10.000     | Arie de Vroet      |
| VSV             | IJmuiden     | Schoonenberg           | 18.000     | Jan de Bouter      |
| Xerxes          | Rotterdam    | Xerxesweg              | 10.000     | Toon van den Enden |

### Eindstand
| pos | club            | gs | w  | g | v  | pnt | dv | dt | ds  |
| --- | --------------- | -- | -- | - | -- | --- | -- | -- | --- |
| 1.  | RCH             | 26 | 16 | 6 | 4  | 38  | 52 | 27 | 25  |
| 2.  | DWS             | 26 | 15 | 3 | 8  | 33  | 57 | 29 | 28  |
| 2.  | AGOVV           | 26 | 15 | 3 | 8  | 33  | 65 | 42 | 23  |
| 4.  | VSV             | 26 | 12 | 6 | 8  | 30  | 44 | 35 | 9   |
| 4.  | Xerxes          | 26 | 11 | 8 | 7  | 30  | 31 | 22 | 9   |
| 6.  | N.E.C.          | 26 | 12 | 5 | 9  | 29  | 50 | 46 | 4   |
| 6.  | Veendam         | 26 | 12 | 5 | 9  | 29  | 57 | 58 | -1  |
| 8.  | RBC             | 26 | 10 | 6 | 10 | 26  | 56 | 42 | 14  |
| 9.  | De Valk         | 26 | 10 | 5 | 11 | 25  | 47 | 60 | -13 |
| 10. | Go Ahead        | 26 | 8  | 7 | 11 | 23  | 45 | 50 | -5  |
| 11. | PEC             | 26 | 9  | 3 | 14 | 21  | 54 | 68 | -14 |
| 12. | Velocitas       | 26 | 7  | 5 | 14 | 19  | 31 | 45 | -14 |
| 13. | Heerenveen      | 26 | 4  | 7 | 15 | 15  | 39 | 64 | -25 |
| 14. | Enschedese Boys | 26 | 4  | 5 | 17 | 13  | 38 | 78 | -40 |

### Legenda
| Kleur | Kwalificatie voor                             |
| ----- | --------------------------------------------- |
|       | Nacompetitie voor promotie naar de Eredivisie |
|       | Geplaatst voor de Eerste divisie              |
|       | Degradatie naar de Tweede divisie             |

### Uitslagen
|                 | AGO   | DWS   | ENB   | GOA   | HEE   | NEC   | PEC   | RBC   | RCH   | VAL   | VEE   | VEL   | VSV   | XER   |
| --------------- | ----- | ----- | ----- | ----- | ----- | ----- | ----- | ----- | ----- | ----- | ----- | ----- | ----- | ----- |
| AGOVV           |       | 1 – 2 | 4 – 2 | 2 – 0 | 3 – 1 | 2 – 3 | 4 – 3 | 3 – 2 | 3 – 0 | 4 – 3 | 4 – 0 | 1 – 2 | 4 – 2 | 0 – 0 |
| DWS             | 2 – 0 |       | 2 – 2 | 1 – 2 | 3 – 1 | 2 – 0 | 4 – 0 | 4 – 2 | 2 – 2 | 6 – 0 | 5 – 1 | 2 – 0 | 0 – 2 | 1 – 3 |
| Enschedese Boys | 0 – 1 | 0 – 4 |       | 4 – 4 | 4 – 2 | 1 – 2 | 2 – 1 | 3 – 6 | 0 – 2 | 1 – 4 | 2 – 2 | 1 – 3 | 1 – 2 | 0 – 0 |
| Go Ahead        | 2 – 2 | 3 – 4 | 2 – 1 |       | 3 – 6 | 3 – 4 | 2 – 2 | 1 – 0 | 0 – 1 | 2 – 2 | 2 – 0 | 2 – 1 | 3 – 0 | 0 – 0 |
| Heerenveen      | 1 – 4 | 2 – 0 | 2 – 2 | 1 – 1 |       | 2 – 1 | 1 – 3 | 1 – 1 | 1 – 4 | 2 – 3 | 2 – 3 | 2 – 0 | 1 – 3 | 2 – 2 |
| N.E.C.          | 0 – 4 | 1 – 0 | 5 – 0 | 1 – 1 | 7 – 3 |       | 5 – 2 | 2 – 1 | 0 – 0 | 1 – 5 | 2 – 4 | 5 – 0 | 1 – 1 | 1 – 0 |
| PEC             | 2 – 8 | 1 – 4 | 5 – 3 | 4 – 3 | 0 – 0 | 1 – 0 |       | 1 – 1 | 2 – 3 | 8 – 0 | 2 – 3 | 3 – 2 | 1 – 3 | 0 – 1 |
| RBC             | 0 – 1 | 0 – 1 | 6 – 1 | 1 – 4 | 3 – 2 | 4 – 1 | 4 – 0 |       | 2 – 0 | 3 – 3 | 2 – 0 | 4 – 1 | 3 – 0 | 4 – 1 |
| RCH             | 3 – 3 | 1 – 3 | 6 – 2 | 3 – 1 | 2 – 0 | 2 – 0 | 3 – 4 | 0 – 0 |       | 4 – 1 | 6 – 1 | 1 – 0 | 1 – 1 | 0 – 0 |
| De Valk         | 4 – 2 | 1 – 0 | 2 – 0 | 1 – 0 | 2 – 0 | 0 – 1 | 2 – 4 | 3 – 2 | 0 – 2 |       | 2 – 2 | 3 – 2 | 1 – 1 | 0 – 2 |
| Veendam         | 4 – 0 | 2 – 1 | 2 – 3 | 4 – 3 | 3 – 3 | 2 – 2 | 6 – 2 | 4 – 1 | 1 – 2 | 4 – 2 |       | 1 – 4 | 2 – 1 | 3 – 1 |
| Velocitas       | 0 – 3 | 0 – 3 | 1 – 2 | 3 – 0 | 1 – 0 | 2 – 2 | 0 – 1 | 1 – 1 | 0 – 1 | 2 – 0 | 2 – 2 |       | 2 – 1 | 1 – 1 |
| VSV             | 1 – 0 | 1 – 1 | 6 – 1 | 0 – 1 | 1 – 1 | 4 – 2 | 2 – 1 | 3 – 2 | 0 – 2 | 2 – 2 | 2 – 0 | 3 – 1 |       | 0 – 1 |
| Xerxes          | 3 – 2 | 1 – 0 | 2 – 0 | 2 – 0 | 5 – 0 | 0 – 1 | 2 – 1 | 1 – 1 | 0 – 1 | 3 – 1 | 0 – 1 | 0 – 0 | 0 – 2 |       |

### Topscorers
| #   | Naam               | Club      | Goal |
| --- | ------------------ | --------- | ---- |
| 1.  | Mais Hanskamp      | AGOVV     | 33   |
| 2.  | Klaas van der Berg | Veendam   | 21   |
| 2.  | Joop Schuman       | PEC       | 21   |
| 4.  | Karel Driessen     | N.E.C.    | 17   |
| 4.  | Maup Kruijer       | RCH       | 17   |
| 6.  | Piet Bruijninckx   | RBC       | 15   |
| 6.  | Bé Kuiper          | Velocitas | 15   |
| 6.  | Kees Vermunt       | RBC       | 15   |
| 6.  | Jan Wilbers        | De Valk   | 15   |
| 10. | Jo de Leest        | De Valk   | 12   |
| 10. | Rein van Lier      | DWS       | 12   |

## Eerste klasse B

### Deelnemende teams
| Club          | Plaats     | Accommodatie           | Capaciteit | Trainer           |
| ------------- | ---------- | ---------------------- | ---------- | ----------------- |
| Baronie       | Breda      | Fatimastraat           | 8.600      | Wim van Ierssel   |
| Be Quick      | Groningen  | Esserberg              | 18.000     | Frans Hogenbirk   |
| Blauw-Wit     | Amsterdam  | Olympisch Stadion      | 65.000     | Ron Dellow        |
| 't Gooi       | Hilversum  | Gemeentelijk Sportpark | 16.000     | Ron Dellow        |
| Haarlem       | Haarlem    | Jan Gijzenkade         | 14.500     | Kick Smit         |
| Helmond       | Helmond    | Houtsdonk              | 8.500      | Sam Wadsworth     |
| Heracles      | Almelo     | Bornsestraat           | 25.000     | Duggie Lochhead   |
| Hermes DVS    | Schiedam   | Damlaan                | 14.000     | Wim de Smit       |
| Leeuwarden    | Leeuwarden | Gemeentelijk Sportpark | 16.000     | Piet Dubbelman    |
| LONGA         | Tilburg    | Aan de spoorbrug       | 15.000     | Geen trainer      |
| ONA           | Gouda      | Walvisstraat           | 4.000      | Jan van der Gevel |
| Rheden        | Rheden     | Thomassen-terrein      | 8.500      | Jo Jansen         |
| Wageningen    | Wageningen | Wageningse Berg        | 16.000     | Bob Moll          |
| Zwolsche Boys | Zwolle     | De Vrolijkheid         | 10.000     | Jan Lodensteyn    |

### Eindstand
| pos | club          | gs | w  | g | v  | pnt | dv | dt | ds  |
| --- | ------------- | -- | -- | - | -- | --- | -- | -- | --- |
| 1.  | Hermes DVS    | 26 | 16 | 6 | 4  | 38  | 60 | 30 | 30  |
| 2.  | Wageningen    | 26 | 13 | 7 | 6  | 33  | 48 | 34 | 14  |
| 2.  | Blauw-Wit     | 26 | 16 | 1 | 9  | 33  | 55 | 44 | 11  |
| 4.  | Helmond       | 26 | 12 | 8 | 6  | 32  | 45 | 28 | 17  |
| 5.  | Haarlem       | 26 | 11 | 9 | 6  | 31  | 45 | 35 | 10  |
| 6.  | Leeuwarden    | 26 | 10 | 9 | 7  | 29  | 46 | 35 | 11  |
| 6.  | Rheden        | 26 | 11 | 7 | 8  | 29  | 48 | 40 | 8   |
| 8.  | Be Quick      | 26 | 11 | 3 | 12 | 25  | 44 | 37 | 7   |
| 9.  | LONGA         | 26 | 7  | 9 | 10 | 23  | 41 | 47 | -6  |
| 9.  | Baronie       | 26 | 8  | 7 | 11 | 23  | 41 | 54 | -13 |
| 11. | 't Gooi       | 26 | 6  | 6 | 14 | 18  | 30 | 54 | -24 |
| 12. | ONA           | 26 | 7  | 3 | 16 | 17  | 46 | 59 | -13 |
| 12. | Heracles      | 26 | 7  | 3 | 16 | 17  | 38 | 58 | -20 |
| 14. | Zwolsche Boys | 26 | 4  | 8 | 14 | 16  | 25 | 57 | -32 |

### Legenda
| Kleur | Kwalificatie voor                             |
| ----- | --------------------------------------------- |
|       | Nacompetitie voor promotie naar de Eredivisie |
|       | Geplaatst voor de Eerste divisie              |
|       | Degradatie naar de Tweede divisie             |

### Uitslagen
|               | BAR   | BQU   | BLW   | TGO   | HAA   | HVV   | HER   | DVS   | LEE   | LON   | ONA   | RHE   | WAG   | ZBO   |
| ------------- | ----- | ----- | ----- | ----- | ----- | ----- | ----- | ----- | ----- | ----- | ----- | ----- | ----- | ----- |
| Baronie       |       | 0 – 2 | 1 – 5 | 3 – 1 | 1 – 1 | 3 – 2 | 2 – 3 | 1 – 1 | 3 – 3 | 2 – 1 | 2 – 1 | 1 – 2 | 3 – 3 | 3 – 1 |
| Be Quick      | 2 – 0 |       | 2 – 3 | 2 – 0 | 0 – 1 | 0 – 1 | 4 – 0 | 2 – 5 | 1 – 0 | 2 – 1 | 3 – 0 | 3 – 0 | 3 – 2 | 4 – 1 |
| Blauw-Wit     | 5 – 1 | 3 – 2 |       | 0 – 2 | 3 – 1 | 2 – 1 | 3 – 2 | 0 – 2 | 3 – 1 | 5 – 2 | 2 – 0 | 2 – 1 | 2 – 1 | 2 – 0 |
| 't Gooi       | 2 – 2 | 2 – 1 | 0 – 1 |       | 1 – 4 | 1 – 2 | 3 – 1 | 0 – 3 | 2 – 5 | 1 – 1 | 2 – 0 | 1 – 1 | 1 – 4 | 2 – 2 |
| Haarlem       | 1 – 1 | 3 – 2 | 1 – 0 | 1 – 1 |       | 2 – 1 | 4 – 1 | 2 – 2 | 2 – 0 | 0 – 2 | 7 – 3 | 0 – 1 | 1 – 4 | 1 – 0 |
| Helmond       | 2 – 2 | 1 – 0 | 1 – 1 | 4 – 0 | 0 – 0 |       | 2 – 1 | 2 – 2 | 0 – 1 | 3 – 1 | 1 – 0 | 2 – 1 | 1 – 1 | 3 – 0 |
| Heracles      | 2 – 3 | 2 – 0 | 3 – 2 | 1 – 3 | 1 – 3 | 1 – 3 |       | 1 – 0 | 1 – 3 | 1 – 2 | 3 – 1 | 1 – 3 | 3 – 0 | 3 – 1 |
| Hermes DVS    | 2 – 1 | 3 – 1 | 2 – 1 | 4 – 0 | 5 – 4 | 1 – 1 | 1 – 1 |       | 0 – 2 | 3 – 2 | 2 – 0 | 2 – 1 | 7 – 0 | 2 – 0 |
| Leeuwarden    | 4 – 0 | 1 – 1 | 2 – 1 | 7 – 2 | 2 – 0 | 2 – 1 | 1 – 1 | 1 – 1 |       | 1 – 2 | 1 – 1 | 4 – 4 | 0 – 0 | 2 – 2 |
| LONGA         | 1 – 2 | 1 – 1 | 4 – 1 | 0 – 0 | 0 – 0 | 1 – 3 | 2 – 2 | 2 – 0 | 3 – 0 |       | 2 – 3 | 2 – 2 | 1 – 1 | 1 – 1 |
| ONA           | 1 – 4 | 1 – 4 | 6 – 1 | 2 – 1 | 2 – 2 | 1 – 1 | 5 – 1 | 0 – 1 | 0 – 2 | 8 – 3 |       | 1 – 3 | 4 – 2 | 1 – 3 |
| Rheden        | 3 – 0 | 3 – 1 | 3 – 5 | 1 – 2 | 2 – 4 | 2 – 2 | 3 – 2 | 2 – 3 | 1 – 0 | 0 – 0 | 2 – 1 |       | 2 – 1 | 5 – 0 |
| Wageningen    | 1 – 0 | 2 – 0 | 2 – 0 | 1 – 0 | 0 – 0 | 1 – 0 | 2 – 0 | 2 – 0 | 3 – 1 | 5 – 1 | 2 – 1 | 0 – 0 |       | 6 – 1 |
| Zwolsche Boys | 2 – 0 | 1 – 1 | 1 – 2 | 1 – 0 | 0 – 0 | 1 – 5 | 2 – 0 | 1 – 6 | 0 – 0 | 0 – 3 | 2 – 3 | 0 – 0 | 2 – 2 |       |

### Topscorers
| #  | Naam                 | Club       | Goal |
| -- | -------------------- | ---------- | ---- |
| 1. | Ben Zweers           | Rheden     | 19   |
| 2. | Adrie van den Berg   | ONA        | 16   |
| 2. | Piet Kas             | Baronie    | 16   |
| 4. | Charley van de Weerd | Wageningen | 15   |
| 5. | Bert Jacobs          | Haarlem    | 14   |
| 5. | Frans Mijnsbergen    | Hermes DVS | 14   |
| 5. | Willy Mos            | Heracles   | 14   |
| 5. | Aad van der Zant     | Blauw-Wit  | 14   |
| 9. | Piet Frederiks       | Blauw-Wit  | 13   |
| 9. | Piet Groeneveld      | Haarlem    | 13   |
| 9. | Frans Overzier       | Helmond    | 13   |

## Eerste klasse C

### Deelnemende teams
| Club                | Plaats           | Accommodatie           | Capaciteit | Trainer             |
| ------------------- | ---------------- | ---------------------- | ---------- | ------------------- |
| DHC                 | Delft            | Laan van Vollering     | 15.000     | Eef Ruisch          |
| DOSKO               | Bergen op Zoom   | Rozenoord              | 16.000     | Frans Tausch        |
| Fortuna Vlaardingen | Vlaardingen      | Floreslaan             | 12.000     | Toon Bergkotte      |
| Helmondia '55       | Helmond          | De Braak               | 24.250     | Piet van der Sluijs |
| Hilversum           | Hilversum        | Gemeentelijk Sportpark | 16.000     | Wim Vaal            |
| KFC                 | Koog aan de Zaan | Breestraat             | 10.000     | Bob Kelly           |
| Oldenzaal           | Oldenzaal        | Het Heuveltje          | 6.000      | Hennie Möring       |
| Oosterparkers       | Groningen        | Oosterpark             | 15.000     | Appie Jansen        |
| TOP                 | Oss              | Heescheweg             | 5.000      | Janus Spijkers      |
| Tubantia            | Hengelo          | Stadion Veldwijk       | 30.000     | Julius Huber        |
| UVS                 | Leiden           | Wassenaarseweg         | 9.700      | Piet Kantebeen      |
| Volendam            | Volendam         | Julianastraat          | 15.000     | Leen van Woerkom    |
| Wilhelmina          | 's-Hertogenbosch | De Wolfsdonken         | 6.000      | József Veréb        |
| Zeist               | Zeist            | De Koeburg             | 600        | Henk Baams          |
| ZFC                 | Zaandam          | Westzanerdijk          | 10.000     | Dick Brinkhuis      |
| Zwartemeer          | Klazienaveen     | Mr. Ovingstraat        | 8.000      | Toon Duijnhouwer    |

### Eindstand
| pos | club                | gs | w  | g  | v  | pnt | dv | dt | ds  |
| --- | ------------------- | -- | -- | -- | -- | --- | -- | -- | --- |
| 1.  | KFC                 | 30 | 22 | 5  | 3  | 49  | 68 | 29 | 39  |
| 2.  | Helmondia '55       | 30 | 20 | 4  | 6  | 44  | 95 | 42 | 53  |
| 3.  | Volendam            | 30 | 17 | 9  | 4  | 43  | 82 | 38 | 44  |
| 4.  | Fortuna Vlaardingen | 30 | 13 | 9  | 8  | 35  | 69 | 61 | 8   |
| 4.  | Tubantia            | 30 | 14 | 7  | 9  | 35  | 60 | 45 | 15  |
| 6.  | Wilhelmina          | 30 | 13 | 6  | 11 | 32  | 65 | 55 | 10  |
| 7.  | Zeist               | 30 | 13 | 6  | 11 | 32  | 54 | 53 | 1   |
| 8.  | DOSKO               | 30 | 11 | 9  | 10 | 31  | 56 | 61 | -5  |
| 9.  | ZFC                 | 30 | 13 | 4  | 13 | 30  | 51 | 55 | -4  |
| 10. | Hilversum           | 30 | 10 | 8  | 12 | 28  | 58 | 78 | -20 |
| 11. | Oosterparkers       | 30 | 10 | 6  | 14 | 26  | 51 | 56 | -5  |
| 12. | Oldenzaal           | 30 | 10 | 4  | 16 | 24  | 51 | 69 | -18 |
| 13. | UVS                 | 30 | 6  | 10 | 14 | 22  | 60 | 66 | -6  |
| 14. | DHC                 | 30 | 8  | 5  | 17 | 21  | 52 | 75 | -23 |
| 15. | TOP                 | 30 | 5  | 5  | 20 | 15  | 40 | 80 | -40 |
| 16. | Zwartemeer          | 30 | 3  | 7  | 20 | 13  | 50 | 99 | -49 |

### Legenda
| Kleur | Kwalificatie voor                             |
| ----- | --------------------------------------------- |
|       | Nacompetitie voor promotie naar de Eredivisie |
|       | Geplaatst voor de Eerste divisie              |
|       | Degradatie naar de Tweede divisie             |

#### Beslissingswedstrijd
Omdat Fortuna Vlaardingen en Tubantia beiden op 35 punten zijn geëindigd werd er in een onderling duel uitgemaakt wie de laatste plek voor de Eerste divisie kreeg toegewezen. Fortuna Vlaardingen won de wedstrijd met 2–1.
| Datum + plaats                                                                      | Wedstrijd                      | Uitslag       | Scoreverloop                                                                                    |
| ----------------------------------------------------------------------------------- | ------------------------------ | ------------- | ----------------------------------------------------------------------------------------------- |
| 10 juni 1956, Amersfoort, Birkhoven 6.000 toeschouwers Scheidsrechter: Joop Martens | Tubantia – Fortuna Vlaardingen | 1 – 2 (0 – 1) | 7' Jan van den Berg (junior) 0–1, 58' Theo Albers (pen.) 1–1, 82' Jan van den Berg (junior) 1–2 |

### Uitslagen
|                     | DHC   | DSK   | FVL   | H55   | HIL   | KFC   | OLD   | OOS   | TOP   | TUB   | UVS   | VOL   | WLM   | ZEI   | ZFC   | ZWA   |
| ------------------- | ----- | ----- | ----- | ----- | ----- | ----- | ----- | ----- | ----- | ----- | ----- | ----- | ----- | ----- | ----- | ----- |
| DHC                 |       | 3 – 2 | 0 – 3 | 4 – 0 | 3 – 3 | 1 – 1 | 2 – 0 | 2 – 3 | 2 – 3 | 3 – 1 | 1 – 1 | 0 – 3 | 4 – 3 | 0 – 2 | 2 – 1 | 2 – 2 |
| DOSKO               | 4 – 0 |       | 3 – 1 | 1 – 6 | 4 – 1 | 1 – 4 | 2 – 1 | 2 – 1 | 1 – 1 | 1 – 2 | 1 – 1 | 2 – 2 | 0 – 1 | 2 – 2 | 2 – 1 | 3 – 3 |
| Fortuna Vlaardingen | 5 – 2 | 3 – 3 |       | 1 – 7 | 2 – 2 | 0 – 2 | 4 – 0 | 6 – 4 | 3 – 2 | 1 – 3 | 2 – 2 | 3 – 2 | 2 – 2 | 2 – 0 | 4 – 1 | 3 – 1 |
| Helmondia '55       | 4 – 2 | 1 – 3 | 2 – 2 |       | 4 – 1 | 3 – 0 | 6 – 1 | 3 – 0 | 1 – 0 | 3 – 3 | 2 – 1 | 1 – 2 | 1 – 1 | 3 – 2 | 9 – 2 | 3 – 0 |
| Hilversum           | 3 – 0 | 2 – 3 | 0 – 3 | 0 – 6 |       | 1 – 1 | 3 – 0 | 2 – 5 | 4 – 0 | 3 – 2 | 3 – 2 | 0 – 3 | 3 – 1 | 2 – 2 | 1 – 1 | 1 – 1 |
| KFC                 | 5 – 1 | 5 – 0 | 2 – 1 | 2 – 1 | 3 – 3 |       | 3 – 1 | 2 – 0 | 4 – 0 | 2 – 1 | 3 – 2 | 1 – 0 | 3 – 0 | 2 – 0 | 1 – 1 | 3 – 1 |
| Oldenzaal           | 1 – 3 | 4 – 2 | 3 – 2 | 2 – 3 | 6 – 0 | 1 – 2 |       | 3 – 1 | 3 – 1 | 0 – 2 | 1 – 1 | 2 – 5 | 1 – 1 | 2 – 2 | 3 – 0 | 3 – 0 |
| Oosterparkers       | 5 – 3 | 0 – 0 | 2 – 2 | 1 – 1 | 2 – 1 | 3 – 1 | 0 – 2 |       | 1 – 1 | 1 – 0 | 0 – 1 | 2 – 2 | 0 – 1 | 1 – 1 | 1 – 2 | 6 – 0 |
| TOP                 | 3 – 2 | 0 – 1 | 1 – 2 | 0 – 4 | 2 – 4 | 1 – 4 | 2 – 3 | 0 – 3 |       | 1 – 3 | 3 – 3 | 0 – 3 | 2 – 2 | 0 – 2 | 3 – 0 | 5 – 3 |
| Tubantia            | 2 – 0 | 1 – 1 | 1 – 1 | 1 – 7 | 2 – 3 | 0 – 2 | 0 – 0 | 4 – 0 | 2 – 2 |       | 5 – 1 | 2 – 1 | 3 – 0 | 3 – 0 | 5 – 1 | 2 – 2 |
| UVS                 | 3 – 2 | 3 – 3 | 4 – 0 | 2 – 3 | 8 – 2 | 0 – 0 | 1 – 2 | 3 – 1 | 4 – 0 | 2 – 3 |       | 1 – 4 | 0 – 3 | 2 – 3 | 1 – 2 | 2 – 2 |
| Volendam            | 2 – 1 | 4 – 3 | 1 – 1 | 5 – 1 | 2 – 2 | 5 – 2 | 6 – 0 | 4 – 2 | 3 – 0 | 2 – 1 | 1 – 1 |       | 3 – 3 | 1 – 1 | 4 – 0 | 3 – 0 |
| Wilhelmina          | 1 – 1 | 4 – 2 | 1 – 2 | 0 – 4 | 4 – 0 | 1 – 2 | 5 – 2 | 3 – 4 | 7 – 2 | 1 – 0 | 3 – 2 | 2 – 1 |       | 1 – 0 | 1 – 0 | 7 – 2 |
| Zeist               | 3 – 2 | 1 – 2 | 3 – 2 | 1 – 3 | 2 – 1 | 0 – 1 | 3 – 2 | 1 – 0 | 2 – 1 | 1 – 2 | 7 – 4 | 1 – 1 | 3 – 2 |       | 1 – 3 | 3 – 2 |
| ZFC                 | 3 – 0 | 2 – 0 | 1 – 2 | 1 – 0 | 0 – 2 | 0 – 1 | 4 – 1 | 0 – 1 | 2 – 1 | 3 – 3 | 2 – 0 | 0 – 0 | 4 – 3 | 3 – 1 |       | 8 – 1 |
| Zwartemeer          | 3 – 4 | 1 – 2 | 4 – 4 | 1 – 3 | 4 – 5 | 0 – 4 | 3 – 1 | 3 – 1 | 2 – 3 | 0 – 1 | 2 – 2 | 3 – 7 | 2 – 1 | 1 – 4 | 1 – 3 |       |

### Topscorers
| #  | Naam                      | Club                | Goal |
| -- | ------------------------- | ------------------- | ---- |
| 1. | Hennie Hollink            | Helmondia '55       | 34   |
| 2. | Dick Tol                  | Volendam            | 30   |
| 3. | Cor van der Zeeuw         | UVS                 | 25   |
| 4. | Geert Princen             | Wilhelmina          | 24   |
| 4. | Arie de Wit               | DHC                 | 24   |
| 6. | André Roosenburg          | Helmondia '55       | 22   |
| 7. | Geert Jacobs              | Zwartemeer          | 19   |
| 8. | Rinus Bennaars            | DOSKO               | 18   |
| 9. | Jan van den Berg (junior) | Fortuna Vlaardingen | 17   |
| 9. | Gerrit Kuiper             | Oldenzaal           | 17   |

## Nacompetitie
De kampioenen van de Eerste klassen strijden samen met de nummers 9 van de Hoofdklasse om twee Eredivisieplaatsen. De nacompetitie is echter niet afgemaakt, doordat deze al vroegtijdig beslist werd. De wedstrijden KFC–GVAV en Hermes DVS–NOAD werden niet meer gespeeld.

### Eindstand
| pos | club       | gs | w | g | v | pnt | dv | dt | ds  |
| --- | ---------- | -- | - | - | - | --- | -- | -- | --- |
| 1.  | NOAD       | 7  | 6 | 0 | 1 | 12  | 18 | 11 | 7   |
| 2.  | GVAV       | 7  | 5 | 0 | 2 | 10  | 22 | 9  | 13  |
| 3.  | RCH        | 8  | 3 | 1 | 4 | 7   | 12 | 16 | -4  |
| 4.  | KFC        | 7  | 2 | 1 | 4 | 5   | 11 | 17 | -6  |
| 5.  | Hermes DVS | 7  | 1 | 0 | 6 | 2   | 6  | 16 | -10 |

### Legenda
| Kleur | Kwalificatie voor            |
| ----- | ---------------------------- |
|       | Geplaatst voor de Eredivisie |

### Uitslagen
|            | GVA   | DVS   | KFC   | NOA   | RCH   |
| ---------- | ----- | ----- | ----- | ----- | ----- |
| GVAV       |       | 3 – 0 | 2 – 3 | 5 – 1 | 4 – 0 |
| Hermes DVS | 0 – 4 |       | 4 – 2 |       | 0 – 2 |
| KFC        |       | 2 – 1 |       | 1 – 4 | 2 – 3 |
| NOAD       | 3 – 1 | 2 – 1 | 2 – 0 |       | 4 – 2 |
| RCH        | 2 – 3 | 1 – 0 | 1 – 1 | 1 – 2 |       |

## Voetnoten
Eerste klasse

1955/56

Eerste divisie

1956/57 · 1957/58 · 1958/59 · 1959/60 · 1960/61 · 1961/62 · 1962/63 · 1963/64 · 1964/65 · 1965/66 · 1966/67 · 1967/68 · 1968/69 · 1969/70 · 1970/71 · 1971/72 · 1972/73 · 1973/74 · 1974/75 · 1975/76 · 1976/77 · 1977/78 · 1978/79 · 1979/80 · 1980/81 · 1981/82 · 1982/83 · 1983/84 · 1984/85 · 1985/86 · 1986/87 · 1987/88 · 1988/89 · 1989/90 · 1990/91 · 1991/92 · 1992/93 · 1993/94 · 1994/95 · 1995/96 · 1996/97 · 1997/98 · 1998/99 · 1999/00 · 2000/01 · 2001/02 · 2002/03 · 2003/04 · 2004/05 · 2005/06 · 2006/07 · 2007/08 · 2008/09 · 2009/10 · 2010/11 · 2011/12 · 2012/13 · 2013/14 · 2014/15 · 2015/16 · 2016/17 · 2017/18 · 2018/19 · 2019/20 · 2020/21 · 2021/22 · 2022/23 · 2023/24 · 2024/25

Eredivisie · Eerste divisie · Johan Cruijff Schaal · KNVB Beker · Play-offs